# Neuhöflein
Neuhöflein is een plaats in de Duitse gemeente Heilsbronn, deelstaat Beieren, en telt 77 inwoners (2007).